# Вучји чопор
Вучји чопор је било име за немачку тактику масовног напада подморницама на савезничке поморске конвоје током Другог светског рата. Термин је први увео главни заповедник немачке морнарице адмирал Карл Дениц.

## Историја

### Првобитне тактике
Почетком Другог светског рата тактика немачких подморница састојала се од дневних појединачних напада у близини противничке обале. Немачке подморнице на својим су опходним цртама дочекивале противничке бродове. Површински напади су избегавани због изузетно јаке пратње разарача и авионске заштите, а подводни пак напад отежава подводни електрични локатор. Због тих веома тешких услова напада немачке подморнице напуштају обале и одлазе на отворено море где лове споре конвоје површинских бродова (брзине 7,5 до 9 чворова). Прво нападају појединачно, а онда понове напад у групи, првенствено су то ноћни површински торпедни напади. У тим ноћним нападима подморница борбено дејствује као торпиљерка при чему користи већу брзину и покретљивост. Мета се тражи дању и ноћу, а ако му се дању не може приближити, чека се ноћ када подморница изрони и користећи већу површинску брзину приближи се циљу. Због ниже платформе и мале силуете омогућено јој је да ноћу прва примети мету и утврди да ли је напад могућ и изводљив.

### Почеци „чопора“
Након што су Немци заузели француску обалу, у борбену су употребу увели већи број подморница. Тако на јесен 1940. немачке подморнице прелазе у скупне нападе на конвоје. Немачке подморнице распоређене су на отвореном мору на могућим рутама конвоја и налазе се у поретку опходне црте (растојање је око 30 mi (48 km), а касније је смањено на 15 mi (24 km)). Испред опходне линије избачена је једна или двије подморнице које заједно чине подморничку претходницу. Командант напада налази се у почетку на једној од подморница, а касније је он у команди на обали (БдУ). Подморница која би прва открила мету јавља свима на заједничкој отвореној радио-вези: позицију, курс, брзину, врсту мете, јачину, састав осигурања и метеоролошке податке. Копнена команда упућује скупине подморница које су груписане у чопоре (сваки чопор има своје име) према позицијама за напад.
Тако су од 11. до 20. марта 1943. године нападала три чопора назива 'Штурмер' (18 подморница), 'Дренгер' (10 подморница) и 'Раубгреф' (10 подморница). Напади су изведени на следеће конвоје савезника: СЦ – 122 и XX – 229, при чему је потопљено 32 површинска брода (око 186 000 БРТ). Од 28. априла до 6. маја 1943. југоисточно од Гренланда нападају три чопора назива 'Штар' (16 подморница), 'Шпехт' (18 подморница) и 'Амсел' (11 подморница). Тада су нападнути конвоји ОНС – 5 и СЦ – 128 при чему је потопљено од 43 површинска брода, 13 пријевозних бродова, а изгубљено је 6 подморница.

### Промене
Напади чопора подморница постигли су највеће резултате од децембра 1941. до краја 1942. јер у то време Савезници нису имали довољан број бродова и борбених средстава за супротстављање подморницама. Међутим, поступно Савезници уводе све већи број снага и средстава у осигурање конвоја (проширене су зоне деловања ваздушне заштите, уводе се радари на бродове и ваздухоплове, унапријеђена је радиодетекција, а уводе се и заштитне скупине за пратњу конвоја итд.), па дотадашњи начин напада подморница на конвоје наилази на све веће проблеме и до љета 1943. коначно је као такав напуштен.
Током септембра 1943. немачке подморнице прелазе на подводне нападе у којима уз појединачни напад примењују и скупни напад подморница. У скупном нападу (8 до 10 подморница) напад се изводи истовремено са свих подморница, или пак узастопно, једна за другом подморница у кратком временском интервалу изводи напад. Током дана подморнице су под водом на својим опходним линијама, збијеног положаја и готово непокретне чекају ноћ. Дању би напале само ако би конвој налетио на њих. Нападом скупине подморница заповеда командант подморнице која је прва приметила конвој и то дојавила осталима. Подморнице међусобно одржавају везу и строго надзиру положаје сусједних им подморница, а свакој су подморници строго одређени рејони (подручја) где може извести напад. Ако се напад проводи један за другим, онда се то ради у тренутку када конвој напушта одређено подручје подморнице и прелази у подручје одговорности друге подморнице.
У то доба немачке подморнице добиле су у наоружање електрични торпедо са уређајем за самонавођење, па је повећана ефикасност циљања, а особито према бродовима површинске заштите конвоја. Након увођења шноркла, који је омогућио употребу дизел-мотора на зароњеним подморницама, подморнице опет прелазе у подводни напад уз обале у време од маја 1944. до маја 1945. године.

## Спецификације тактике
Чопор се састоји од 5 до 8 подморница, а понекад и од 20 до 25 подморница. У зависности од значаја и бројности површинских бродова у конвоју напад проводи и више чопора подморница, понекад је то и до 50 подморница.
Подморница која би одржавала визуелни контакт са конвојем, далеко испод хоризонта, није никако смела да напада. Подморнице одређене за напад дању би подилазиле метама и тражиле најпогодније позиције за напад. Подморнице су тежиле да заузму положај у прамчаном сектору конвоја, одакле би онда ноћу извеле површински торпедни напад код којег би пробијале осигурање конвоја. Ако се чопор дању налазио у повољној позицији, подморнице су чекале под водом, а у сумрак или ноћу изрониле би усред конвоја или по крми осигурања разарача и започеле напад. Најчешће подморнице би напале у бок конвоја и гађале са 2 до 3 торпеда. Погодак торпеда изазвао би поремећај у борбеној формацији разарача из осигурања конвоја, јер би разарачи напали подморницу која би их одвукла од конвоја, а то би онда вешто искористиле друге подморнице из чопора. Напади би се настављали неколико ноћи, а за успех је најважније било да подморнице пронађу конвој који би тада дању неприметно пратиле, а ноћу нападале.
Разматрање елемената за напад ноћу је теже јер су циљеви попут масе нејасних контура. Ако се утврди да напад с позиције на којој се налази није могућ, подморница се удаљава ван границе оптичке видљивости и тражи повољну позицију за напад. Подморница ће напасти ако се нађе на позицији повољних курсних углова (60 до 90 степени) уз сталан надзор смера пловидбе да не би дошло до судара са метом напада и то са што мање удаљености због избегавања грешака током одређивања елемената за торпедирање. Након напада подморница остаје на површини ради напада на друге мете или се удаљава од нападнутог циља површинском брзином. Ако се мора извлачити, извлачи се према крми циља, а ако је нападнута од разарача, подморница брзо зарони и енергично иде у дубину.